# Pingo Doce
Pingo Doce (Zoete Druppel in het Nederlands) is een van de grootste supermarkten in Portugal met ongeveer 400 winkels. Alleen Continente (onderdeel van Sonae) en Minipreço (onderdeel van Dia) zijn groter met respectievelijk 550 en 620 winkels. Pingo Doce is voor 51% onderdeel van Jerónimo Martins en voor 49% onderdeel van Ahold Delhaize. In 1990 is er een supermarkt in Brazilië gestart met de naam Sé Supermercados, een equivalent van Pingo Doce.
Sinds 2008 heeft het bedrijf zijn huidige logo om zich te positioneren in de markt. Hierbij werden de Feira Nova supermarkten en hypermarkten samengevoegd in het Pingo Doce merk. Om zijn leiderspositie te bemachtigen werd er gebruik gemaakt van agressieve reclame.